# Daniel Fajfr
Daniel Fajfr (* 8. března 1952 Zlín) je kazatel Církve bratrské, bývalý předseda Rady této církve a bývalý předseda Ekumenické rady církví v ČR. Vyučuje předmět Evangelizace a učednictví na Evangelikálním teologickém semináři.

## Život
Předsedou Rady Církve bratrské byl zvolen v květnu 2008 pro funkční období 2010–2013, předtím v Radě zasedal 13 let jako tajemník odboru pro evangelizaci. Roku 2009 byl zvolen prvním místopředsedou Ekumenické rady církví v ČR, roku 2013 pak jejím předsedou.
Je synem kazatele. Vystudoval ekonomii řízení na strojní fakultě ČVUT a kontextuální misiologie na IBTS. Byl vůdčí osobností ústecké křesťanské hudební skupiny (Ústecká skupina), která působila v Československu v letech 1977–1988. Od roku 1988 do roku 1996 byl kazatelem sboru Církve bratrské v Ústí nad Labem.
Je ženatý a má tři dcery.